# 台湾东洋蜗牛
台湾东洋蜗牛（学名：Japonia formosana），是中腹足目山蜗牛科Japonia的一种。主要分布于台湾，常生长在落叶下或地上。